# Fondamente Nuove

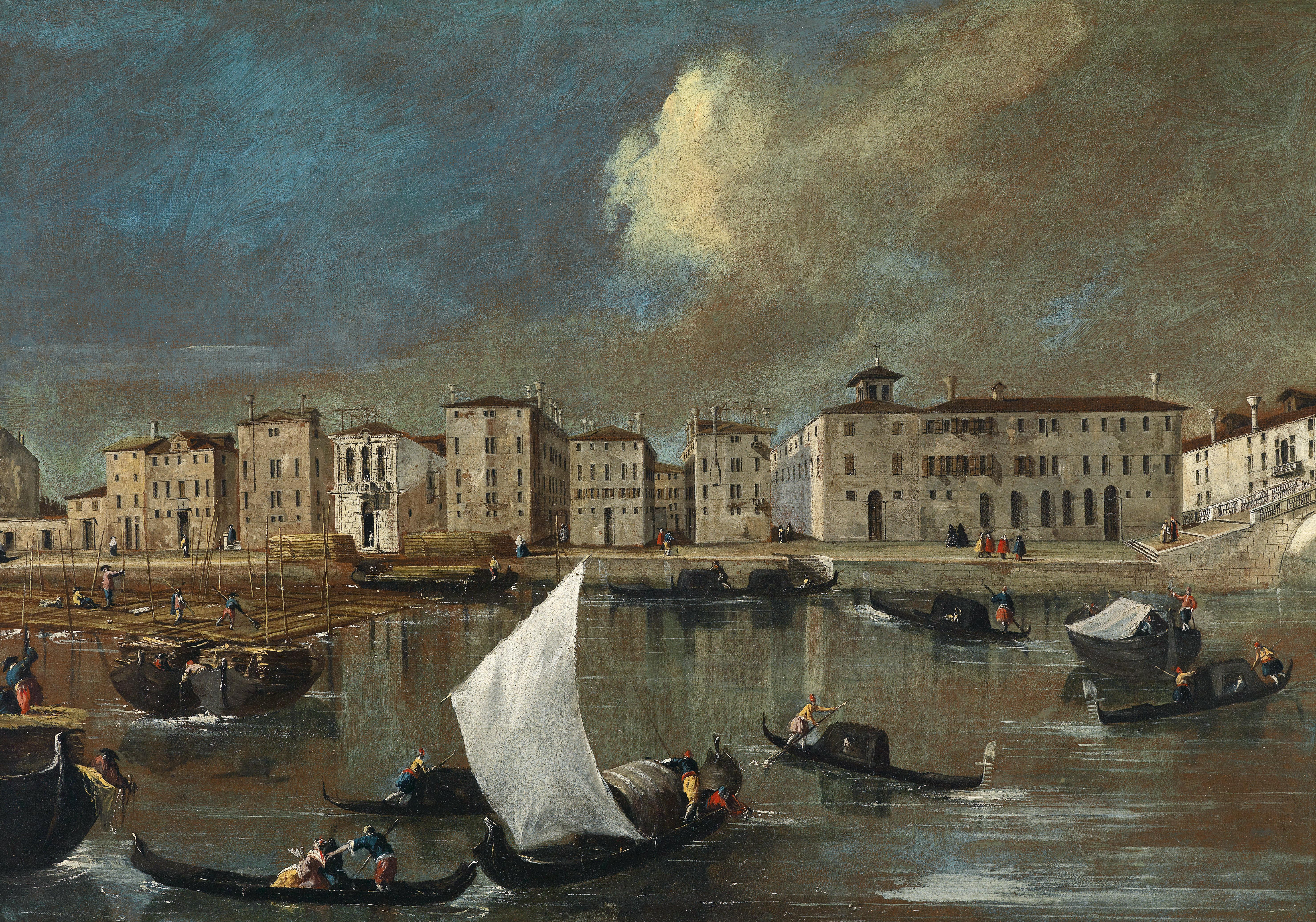
Les Fondamente Nove selon Apollonio Domenichini (vers 1770)

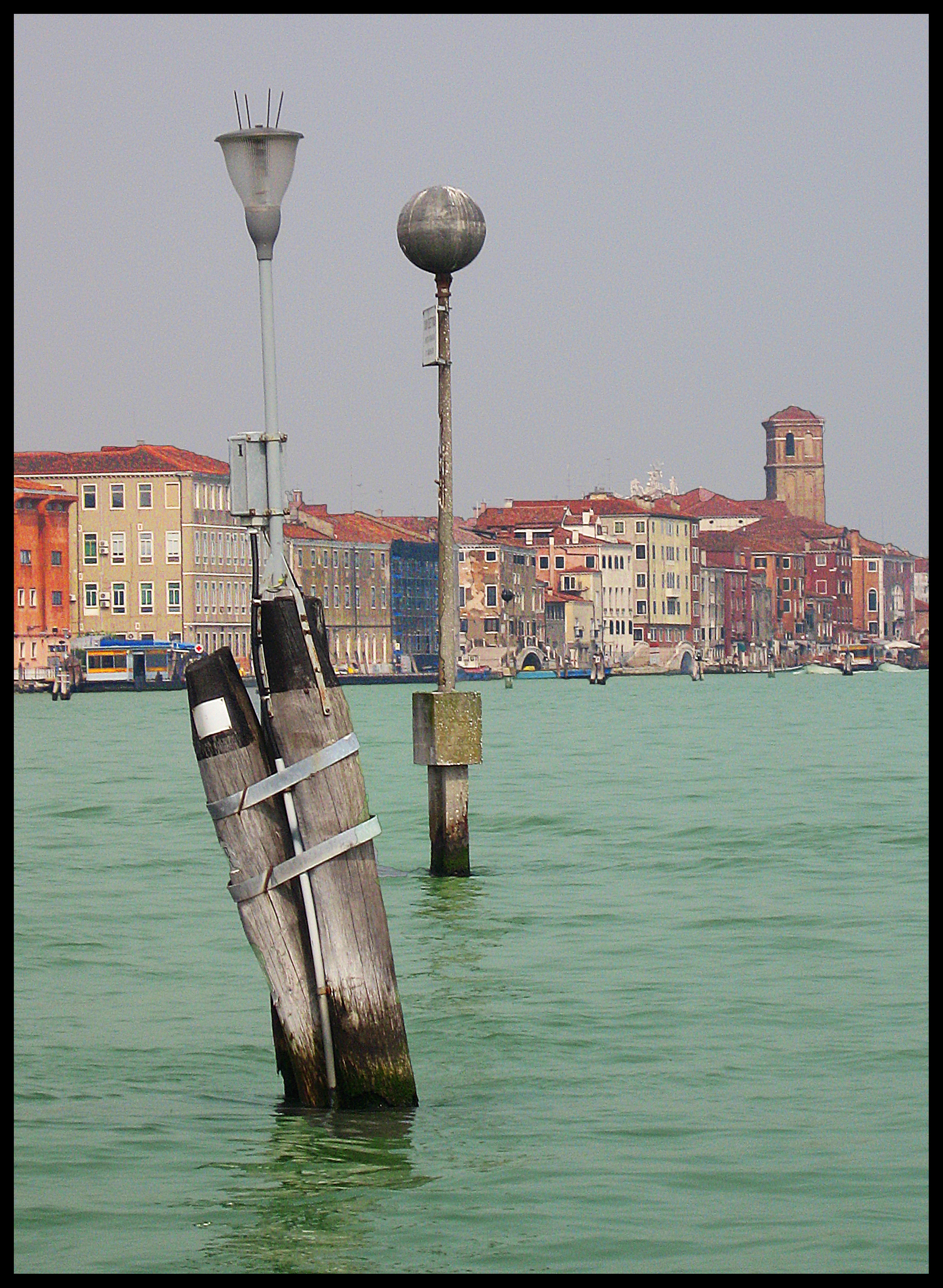

Les Fondamente Nove ou Nuove (Nouvelles Fondations) forment une longue série de quais formant la limite septentrionale de la ville de Venise et situés à cheval des sestieri de Cannaregio et de Castello.

## Origine
Longues d'à peu près un kilomètre, les Fondamente Nove sont réalisées au XVIe siècle à la suite de l'enfouissement de la bande lagunaire comprise entre le Canale della Misericordia et la zone de Sainte Giustina. 
Un décret du Sénat de 1589 impose qu'elles soient réalisées en pierre. Sur le célèbre plan de ville réalisé par Jacopo de' Barbari en 1500, la limite entre la ville et la lagune est décalée de plus de cent mètres par rapport à la situation actuelle. Sur cette bande gagnée sur la mer sont construites une série d'habitations le long des quais faisant face à la lagune vers le nord. 
De nos jours, les fondamente Nove sont surtout connues comme point de départ des ferries vers le nord de la lagune et l'aéroport. Elles longent également l' hôpital civil de Venise.

## Canale de le Fondamente Nove
Par extension, toute la partie de la lagune longeant la face nord de la ville de Venise, entre le canale Colombuola et le Canal de Cannaregio à l'ouest d'une part et l'Arsenal de Venise d'autre part s'appelle le canal de Fondamente Nove.

## Ponts
Plusieurs ponts font partie des quais, dont le :
- Ponte Donà traversant le rio dei Gesuiti ;
- Ponte de la Panada alle Fondamente Nove traversant le rio de la Panada ;
- Ponte dei Mendicanti traversant le rio éponyme ;
- Ponte della Cavana dell'Ospedale.